# 엘나즈 샤케르두스트
엘나즈 샤케르두스트(페르시아어: الناز شاکردوست, 영어: Elnaz Shakerdoost, 1984년 6월 27일 ~ )는 이란의 배우, 디자이너, 모델이다. 제37회 파즈르 국제 영화제 크리스털 시무르그 여우주연상 수상자이다.